# Пам'ятки культурної спадщини Хоростківської громади
У статті наведений перелік об'єктів культурної спадщини Хоростківської громади Чортківського району Тернопільської области України.

## Пам'ятки археології
| № | Назва                                 | Дата | Адреса | Охоронний номер | Документ про взяття на облік                                                    |
| - | ------------------------------------- | --- | --- | --------------- | ------------------------------------------------------------------------------- |
| 1 | Поселення Клювинці І                  | черняхівська культура (ІІІ — IV ст. н. е.); райковецька культура (VIII—IX ст.)                                               | с. Клювинці, 2,5 км на північ від села, східні схили правого берега ставу                                        | 1474            | Наказ управління культури обласної державної адміністрації від 27.01.2010 № 16  |
| 2 | Поселення Клювинці ІІ                 | пізній бронзовий час (XVII — X ст. до н. е.); черняхівська культура (ІІІ — IV ст. н. е.); райковецька культура (VIII—IX ст.) | с. Клювинці, 2,5 км на північ від села, західні схили лівого берега ставу                                        | 1475            | Наказ управління культури обласної державної адміністрації від 27.01.2010 № 16  |
| 3 | Могильник ґрунтовий Увисла І          | давньоруський час (Х — ХІІІ ст.)                                                                                             | с. Увисла, лівий берег р. Тайни, за 150 метрів від центру села                                                   | 151             | Рішення виконкому Тернопільської обласної ради від 22.03.1971 № 147             |
| 4 | Поселення Хлопівка І                  | черняхівська культура (ІІІ — IV ст. н. е.)                                                                                   | с. Хлопівка, південно-західні околиці села, правий берег р. Тайна                                                | 1529            | Наказ управління культури обласної державної адміністрації від 27.01.2010 № 16  |
| 5 | Поселення Хлопівка ІІ                 | черняхівська культура (ІІІ — IV ст. н. е.)                                                                                   | с. Хлопівка, 700 м на південний схід від поселення Хлопівка І, І і ІІ надзаплавні тераси правого берега р. Тайна | 1530            | Наказ управління культури обласної державної адміністрації від 27.01.2010 № 16  |
| 6 | Курган Хлопівка ІІІ                   | рання залізна доба (І тис. до н. е.)                                                                                         | с. Хлопівка, східні околиці м. Хоростків, 1,5 км на схід від МТМ                                                 | 1521            | Наказ управління культури обласної державної адміністрації від 27.01.2010 № 16  |
| 7 | Курган Хлопівка IV                    | рання залізна доба (І тис. до н. е.)                                                                                         | с. Хлопівка, східні околиці м. Хоростків, 1,5 км на південний схід від МТМ                                       | 1522            | Наказ управління культури обласної державної адміністрації від 27.01.2010 № 16  |
| 8 | Курганна група (3 кургани) Хлопівка V | Недатовано | с. Хлопівка, урочище «Над Сорокою»                                                                               | 2175            | Наказ управління культури обласної державної адміністрації від 18.10.2005 № 112 |
| 9 | Поселення Хоростків І                 | рання залізна доба (І тис. до н. е.); черняхівська культура (ІІІ — IV ст. н. е.); давньоруський час (ХІІ — ХІІІ ст.)         | м. Хоростків, 1 км на захід від с. Карашинці, південно-західні схили лівого берега безіменного потічка           | 1520            | Наказ управління культури обласної державної адміністрації від 27.01.2010 № 16  |

## Пам'ятки архітектури
| №   | Назва                                              | Дата    | Адреса                             | Охоронний номер | Документ про взяття на облік                                         |
| --- | -------------------------------------------------- | ------- | ---------------------------------- | --------------- | -------------------------------------------------------------------- |
| 1.  | Будівлі маєтку графа Семінського (мур.)            | 1837 р. | м. Хоростків                       | 1903/1          | розпорядження Представника Президента України від 22.02.1993 р. № 58 |
| 2.  | Кінний манеж (мур.)                                | 1837 р. | м. Хоростків                       | 1903/2          | розпорядження Представника Президента України від 22.02.1993 р. № 58 |
| 3.  | Каплиця (мур.)                                     | 1837 р. | м. Хоростків вул. Князя Володимира | 447             | розпорядження Представника Президента України від 22.02.1993 р. № 58 |
| 4.  | Комплекс маєтку графа Семінського (мур.)           | 1837 р. | м. Хоростківвул. Музейна, 3        | 1903/0          | розпорядження Представника Президента України від 22.02.1993 р. № 58 |
| 5.  | Бібліотека (мур.)                                  | 1837 р. | м. Хоростківвул. Музейна, 5        | 1903/3          | розпорядження Представника Президента України від 22.02.1993 р. № 58 |
| 6.  | Церква Возложення Ризи (мур.)                      | 1837 р. | м. Хоростківвул. Незалежності, 76  | 1863            | розпорядження Представника Президента України від 22.02.1993 р. № 58 |
| 7.  | Церква Різдва Христового (дер.)                    | 1888 р. | с. Верхівці                        | 1874            | розпорядження Представника Президента України від 22.02.1993 р. № 58 |
| 8.  | Церква Покрови (мур.)                              | 1899 р. | с. Клювинці                        | 1883            | розпорядження Представника Президента України від 22.02.1993 р. № 58 |
| 9.  | Церква св. Михаїла (мур.)                          | 1819 р. | с. Перемилів                       | 1867            | розпорядження Представника Президента України від 22.02.1993 р. № 58 |
| 10. | Церква св. Дмитрія (мур.)                          | 1898 р. | с. Сорока                          | 1887            | розпорядження Представника Президента України від 22.02.1993 р. № 58 |
| 11. | Церква Введення в храм Пресвятої Богородиці (мур.) | 1896 р. | с. Увисла                          | 1876            | розпорядження Представника Президента України від 22.02.1993 р. № 58 |

## Пам'ятки історії
| №  | Назва                                                                     | Дата    | Адреса                                             | Охоронний номер | Документ про взяття на облік                                                                      |
| -- | ------------------------------------------------------------------------- | ------- | -------------------------------------------------- | --------------- | ------------------------------------------------------------------------------------------------- |
| 1  | Пам'ятний знак воїнам-землякам, які загинули в роки Другої світової війни | 1965 р. | м. Хоростків                                       | 190             | Рішення виконкому Тернопільської обласної ради від 22.03.1971 р. № 147                            |
| 2  | Пам'ятний знак воїнам-землякам, які загинули в роки Другої світової війни | 1967 р. | с. Верхівці                                        | 154             | Рішення виконкому Тернопільської обласної ради від 22.03.1971 р. № 147                            |
| 3  | Братська могила Українських Січових Стрільців                             | 1916 р. | с. Клювинці                                        | 1373            | Наказ управління культури Тернопільської обласної державної адміністрації від 18.10.2005 р. № 112 |
| 4  | Пам'ятний знак воїнам-землякам, які загинули в роки Другої світової війни | 1967 р. | с. Клювинці                                        | 165             | Рішення виконкому Тернопільської обласної ради від 22.03.1971 р. № 147                            |
| 5  | Пам'ятний знак воїнам-землякам, які загинули в роки Другої світової війни | 1967 р. | с. Перемилів                                       | 182             | Рішення виконкому Тернопільської обласної ради від 22.03.1971 р. № 147                            |
| 6  | Пам'ятний знак воїнам-землякам, які загинули в роки Другої світової війни | 1966 р. | с. Сорока                                          | 185             | Рішення виконкому Тернопільської обласної ради від 22.03.1971 р. № 147                            |
| 7  | Пам'ятний знак «За тверезість»                                            |         | с. Сорока                                          | 1376            | Розпорядження Представника Президента України в Тернопільській області від 25.06.1992 р. № 148    |
| 8  | Пам'ятний знак «За тверезість»                                            | 1874 р. | с. Сорока, біля церкви Св. Димитрія                | 1362            | Наказ управління культури Тернопільської обласної державної адміністрації від 18.10.2005 р. № 112 |
| 9  | Пам'ятний знак воїнам-землякам, які загинули в роки Другої світової війни | 1967 р. | с. Увисла                                          | 188             | Рішення виконкому Тернопільської обласної ради від 22.03.1971 р. № 147                            |
| 10 | Братська могила воїнів Української Повстанської Армії                     |         | с. Хлопівка, північно-західні околиці села, в полі | 3146            | Наказ управління культури Тернопільської обласної державної адміністрації від 27.01.2010 р. № 16  |
| 11 | Пам'ятний знак воїнам-землякам, які загинули в роки Другої світової війни | 1967 р. | с. Великий Говилів, біля сільської ради            | 534             | Рішення виконкому Тернопільської обласної ради від 22.03.1971 р. № 147                            |

## Пам'ятки монументального мистецтва
| № | Назва                                                               | Дата    | Адреса       | Охоронний номер | Документ про взяття на облік                                                                      |
| - | ------------------------------------------------------------------- | ------- | ------------ | --------------- | ------------------------------------------------------------------------------------------------- |
| 1 | Пам'ятник педагогу, письменнику Макогону Дмитру Яковичу             | 1996 р. | м. Хоростків | 1673            | Розпорядження Голови Тернопільської обласної державної адміністрації від 26.05.1997 р. № 209      |
| 2 | Пам'ятник поету, письменнику, художнику Шевченку Тарасу Григоровичу | 1964 р. | м. Хоростків | 765             | Рішення виконкому Тернопільської обласної ради від 22.03.1971 р. № 147                            |
| 3 | Меморіал композитору Січинському Денису                             | 2000 р. | с. Клювинці  | 1349            | Наказ управління культури Тернопільської обласної державної адміністрації від 18.10.2005 р. № 112 |
| 4 | Пам'ятник поету, письменнику, художнику Шевченку Тарасу Григоровичу | 1992 р. | с. Перемилів | 1375            | Наказ управління культури Тернопільської обласної державної адміністрації від 18.10.2005 р. № 112 |